# José María Otaolaurruchi Tobía
Militar español nacido en Sanlúcar de Barrameda (Cádiz) en 1897 y fallecido en Madrid en 1972.
General de Brigada, participó en la guerra de África. Fue director de la Academia de Infantería de Toledo y miembro del Estado Mayor Central. 
- Datos: Q5943286